# Rainer Nicot
Rainer Nicot (* 6. Juni 1954 in Züschen) ist ein ehemaliger deutscher Fußballspieler. Der linke Außenverteidiger hat für den 1. FC Köln acht Ligaspiele in der Fußball-Bundesliga bestritten und wurde 1971 mit den A-Junioren wie auch 1981 mit den Amateuren deutscher Meister. Als die „Geißböcke“ 1978 die Bundesligameisterschaft erringen konnten, kam er unter Trainer Hennes Weisweiler am 2. September 1977 bei einer 2:4-Heimniederlage zum Einsatz.

## Leben
Aufgewachsen ist Nicot in der Palanterstraße in Köln-Sülz. Im hessischen Züschen geboren, zog die Familie kurze Zeit später nach Köln, Heimatstadt des Vaters. Er besuchte an der Euskirchener Straße die Volks- und Realschule für Jungen. Nach der Schulzeit durchlief er beim Energieversorger GEW (heute Rheinenergie) eine Ausbildung zum Industriekaufmann und war dort später in der Personalabteilung tätig. Nicot behielt in all den Jahren beim FC immer den Amateurstatus bei. Die Familie Nicot lebt in Hürther Stadtteil Hermülheim.

## Laufbahn
Angefangen hat er mit dem Fußball, wie es zu dieser Zeit noch üblich war, als Straßenfußballer und in der Schulmannschaft. Direkt nach dem zehnten Geburtstag wurde er in der Jugendabteilung des 1. FC Köln angemeldet. Er fing in der D-Jugend in der 3. Mannschaft an und schaffte innerhalb eines Jahres den Sprung in die D 1. Er fing als Linksaußen an und wurde bald in die Kreisauswahl berufen. Er war in allen Mannschaften stets der Kleinste, erreichte als Erwachsener die Körpergröße von 1,68 Metern.
In der A-Jugend wurde er von Trainer Jupp Röhrig zum linken Verteidiger umgeschult und behielt diese Position bis zum Ende seiner aktiven Laufbahn. Seinen ersten großen Erfolg feierte der schnelle und zweikampfstarke Abwehrspieler am 11. Juli 1971, als er mit seinen Mannschaftskameraden mit 3:1 das Finale um die deutsche A-Juniorenmeisterschaft gegen den 1. FC Nürnberg gewinnen konnte. Aus diesem Team entwickelten sich die späteren Bundesligagrößen wie Harald Konopka, Herbert Neumann, Herbert Hein und Jürgen Glowacz. Ab 1972 spielte er in der Amateurmannschaft des FC, in der er zehn Jahre lang eine tragende Rolle innehatte und auch an Erfolgen beteiligt war. 1977 feierte er die Mittelrheinmeisterschaft, 1981 die Meisterschaft in der Oberliga Nordrhein und als Krönung der Gewinn der deutschen Amateurmeisterschaft. Das führte auch zu imponierenden 37 Einsätzen in der Mittelrheinauswahl und in den Jahren 1976 bis 1978 zu elf Berufungen in die Amateurnationalmannschaft des DFB. Dort spielte er u. a. mit den späteren A-Nationalspielern Uli Stein, Hans-Peter Briegel, Matthias Herget, Hansi Müller und Karlheinz Förster zusammen. Bei der Europameisterschaft 1978 erreichte er mit den DFB-Amateuren in Griechenland den 3. Rang. Die Abwehr setzte sich aus Heinz-Josef Koitka, Karl-Heinz Geils, Nicot, Matthias Herget, Egon Schmitt und Karlheinz Förster zusammen.
Auch wenn der Abwehrspieler nur insgesamt zehn Spiele bei den Profis des 1. FC Köln mitgemacht hat, so ist er dem Verein doch über fast seine gesamte Laufbahn treu geblieben. Auch in den Saisons, in denen er bei den Profis eingesetzt wurde (1973/74, 1974/75, 1976/77 und 1977/78), galt er als Amateurspieler. Zum Bundesligadebüt kam er am 18. August 1973 bei einer 0:3-Auswärtsniederlage gegen Fortuna Düsseldorf. Er wurde von Trainer Rudi Schlott in der 81. Minute für Heinz Simmet eingewechselt. Unter Schlott-Nachfolger Zlatko Cajkovski fand er keine Berücksichtigung mehr. Rückblickend meint Nicot zu dieser Zeit: „Das war eh eine Katastrophe mit dem ‚Tschik‘. Er hatte zu dieser Zeit weder Autorität noch waren seine Trainingsmethoden zeitgemäß.“ An den Sonderstatus von Kapitän Overath erinnert sich Nicot noch gut: „Hast du den Wolfgang im Spiel oder Training nicht angespielt oder mal einen Ball zum Torwart zurückgespielt, dann hat er dich so dermaßen zur Sau gemacht, dass du anschließend psychisch krank warst. Beim Training habe ich immer darauf geachtet, in der Gruppe von Heinz Flohe zu sein, um dem zu entgehen. Kein Trainer hatte den Mut, dagegen anzugehen, außer Hennes Weisweiler.“
Nicot blieb immer als reiner Amateur aktiv. Bei den Profis kam er lediglich zum Zuge, wenn Not am Mann war. 1977 wurde der 1. FC Köln DFB-Pokalsieger und auch Rainer Nicot konnte seinen Teil dazu beitragen, er spielte das Halbfinale gegen Rot-Weiss Essen. 
Auf Vereinsebene steht für Nicot ein einziges internationales Spiel zu Buche: In der Saison 1974/75 im Halbfinalrückspiel des UEFA-Pokals gegen Borussia Mönchengladbach. Bei der 0:1-Auswärtsniederlage am 22. April 1975 auf dem Bökelberg lief er durch die Sperren von Flohe und Simmet als defensiver Mittelfeldspieler an der Seite von Herbert Neumann, Winfried Berkemeier und Wolfgang Overath auf.
Seine Karriere ließ er ab 1982 beim SC Viktoria Köln in der Oberliga Nordrhein und ab 1984 beim SC Brück 1930 ausklingen.
Es folgten Trainerstationen beim 1. FC Köln in der Jugend und bei den Amateuren, ehe er von 1993 bis 1998 den VfL Sürth 1925 trainierte. Ab 1998 war Rainer Nicot dann noch zwei Jahre beim Kreisligisten SC Schwarz-Weiß Köln als Trainer tätig.

## Vereine
- 1964–1972 1. FC Köln (Jugend)
- 1972–1982 1. FC Köln (Amateure)
- 1982–1983 SC Viktoria Köln; 1983/84, 2. Mannschaft
- 1984–1986 SC Brück 1930

## Erfolge
- 1971 Deutscher A-Jugend-Meister
- 1977 DFB-Pokal-Sieger
- 1978 Deutscher Meister
- 1981 Deutscher Amateur-Meister